# Marcello Caltabiano
Marcello Caltabiano (Fossano, 10 giugno 1936) è un generale italiano, già Vice Comandante delle Forze Aeree Alleate del Sud Europa.

## Biografia
Nato a Fossano (Cuneo) il 10 giugno 1936, si è diplomato presso la Scuola Militare Nunziatella nel 1955. Ha frequentato il corso "Pegaso II" dell'Accademia Aeronautica che ha terminato nel 1958. Ha frequentato il Corso Normale della Scuola di Guerra Aerea nel 1965-66; il Corso Superiore nel 1972-73 ed corso del Centro Alti Studi della Difesa (CASD) nell'anno 1982-83.
Al termine del corso di pilotaggio nel luglio del 1959 sul velivolo Lockheed T-33 Shooting Star, è stato assegnato al 101º Gruppo della V Aerobrigata di Rimini qualificandosi "combat ready" sul velivolo Republic F-84F Thunderstreak. Nel 1962 ha frequentato il corso di Istruttore di tattiche e tiro presso la base di Decimomannu.
Dal settembre all'ottobre 1964 è presso la base tedesca di Norvenich per effettuare il passaggio sul velivolo F-104; rientra in Italia presso il 101ºGruppo 
Al termine del Corso presso la Scuola di Guerra Aerea nel 1966, è stato designato Comandante del Corso "Eolo III" dell'Accademia Aeronautica. Dall'ottobre 1968 a gennaio 1969 ha frequentato a Grottaglie il Corso di Istruttore di volo ed è stato assegnato al 20º Gruppo di Addestramento Operativo di Grosseto, presso il quale ha svolto 1.100 missioni da istruttore per un totale di 1.300 ore di volo sul velivolo TF-104G. Il 10 febbraio 1969 durante una missione si vede costretto a lanciarsi fuori dal suo TF-104G in seguito al danneggiamento dei comandi volo, diventando così il primo pilota italiano a lanciarsi con il TF.
Il primo incarico internazionale risale al 1970 quale Ufficiale di collegamento con il Comando Generale delle Scuole Canadesi a Winnipeg (Manitoba). Rientrato in patria nel 1971, ha comandato il 20º Gruppo e nel 1973 è stato assegnato quale Capo della Sezione di Pianificazione Finanziaria dell'Ufficio di Pianificazione e Programmazione Generale dello Stato Maggiore dell'Aeronautica. Nel 1975 è stato nominato aiutante di volo del Segretario Generale della Difesa.
Promosso Colonnello l'anno seguente, è stato designato Capo dell'Ufficio degli Affari economici del personale del 1º Reparto dello Stato Maggiore Aeronautica. Nel settembre 1978 ha assunto l'incarico di Comandante del 51º Stormo di Istrana (Treviso) operando sul velivolo F-104S sino al luglio 1980 allorché è stato designato Capo dell'Ufficio studi per gli affari economici del personale del 1º Reparto dello Stato Maggiore della Difesa.
Al termine del corso presso il CASD nel 1983 è stato promosso Generale di Brigata Aerea ed ha assunto il Comando del Poligono Sperimentale e di Addestramento Interforze del Salto di Quirra. Dal 1984 al 1987 è stato Capo di Stato Maggiore del Comando Generale delle Scuole dell'Aeronautica. Il 20 novembre 1987 ha assunto l'incarico di Vice Comandante delle Forze Aeree Alleate del Sud Europa. Il 28 settembre 1989 è stato nominato Comandante della Scuola di Guerra Aerea e di Applicazione di Firenze ed il 1º ottobre 1992 Direttore della Cellula di pianificazione dell'Unione Europea Occidentale, incarico che ha svolto sino al 15 maggio 1995. Dal 7 giugno 1995 al 10 giugno 1997 ha comandato la Terza Regione Aerea con responsabilità di 15.000 uomini.
Il generale Caltabiano ha all'attivo più di 4.000 ore di volo su 16 velivoli (sei ad elica e dieci a getto), su quattro elicotteri e su vari alianti.
Ha insegnato "Tecnica dell'organizzazione" presso l'Accademia Aeronautica per sei anni e per tre anni presso la Scuola di Guerra Aerea, pubblicando il libro "Comandanti e dirigenti" edito da “Il Sole-24 Ore” nel settembre 1992. Ha pubblicato diversi articoli su "La Rivista Aeronautica" e periodici vari.
È stato promosso Generale di Squadra Aerea il 31 dicembre 1992. Lasciato il servizio attivo nel 1997 è stato nominato Presidente del Rotary Club Firenze nell'annata rotariana 2002-2003.
Il generale Caltabiano è sposato dal 1962 con la signora Gianna Cuttin. La loro figlia, Stefania, è nata nel 1964.

## Pubblicazioni
- Comandanti e dirigenti, Il Sole 24 ore, 1992.